# 北德维纳河

北德維納河（以粗藍線標示）及其支流

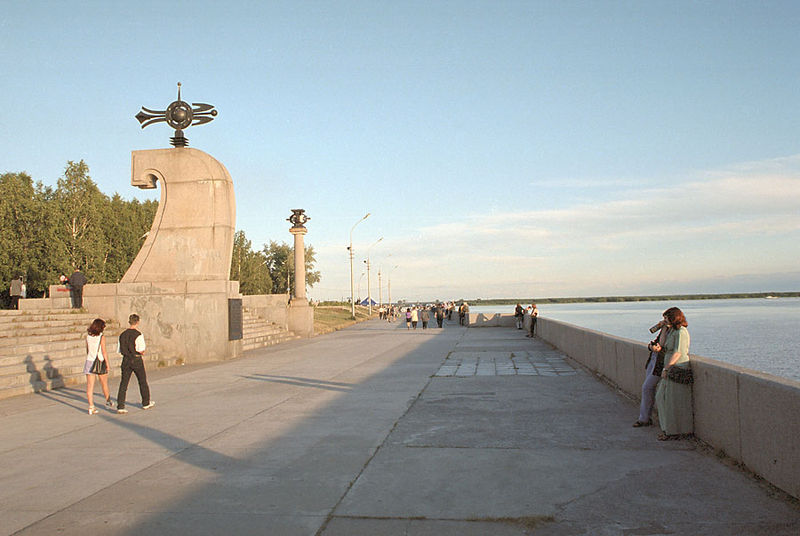
阿尔汉格尔斯克的北德维纳河码头

64°32′00″N 40°29′00″E / 64.53333°N 40.48333°E
北德维纳河是位于俄罗斯北部的一条河流，流经沃洛格达州和阿尔汉格尔斯克州，最终注入白海德维纳湾。全长744公里（462英里），如果包括主要支流蘇霍納河，則長1,302公里（809英里）。
蘇霍納河在大烏斯秋格與尤格河匯流成為北德維納河。北德维纳河沿岸的主要城市有：大乌斯秋格、科特拉斯、新德文斯克、阿尔汉格尔斯克和北德文斯克。

## 外部連結
- . Great Soviet Encyclopedia.   [2020-04-01]. （原始内容存档于2019-12-11）.
- A detailed article about Northern Dvina（页面存档备份，存于） in the 1906 Brockhaus and Efron Encyclopedic Dictionary
- 北德维纳河 in the State Water Register of Russia (Russian)